# Scarlet Rivera
Scarlet Rivera, pseudonimo di Donna Shea (Chicago, 1949), è una violinista e compositrice statunitense.
Fu scoperta da Bob Dylan che nel 1975 la ingaggiò per il suo Rolling Thunder Revue Tour e subito dopo la volle anche per il suo acclamato album in studio Desire (1976). 
Da allora ha diviso la propria carriera fra l'attività di turnista e quella di artista solista e compositrice.

## Biografia

### Origini
Dylan è stato accreditato della scoperta della musicista. In effetti, secondo quanto raccontato da diversi biografi del cantante, Rivera fu assimilata al gruppo di musicisti che preparavano il tour solo per essere stata vista camminare con la custodia del violino sulle spalle fra le vie del Greenwich Village. Prima di allora Dylan non aveva avuto alcun contatto con lei né sapeva come la musicista sapesse suonare. Fu solo dopo la prima sessione di prove che Dylan decise di ingaggiarla per il tour autunnale.
La sua presenza all'interno della RTR è documentata, oltre che in diversi video e nel film Renaldo and Clara, negli album The Bootleg Series Vol. 5: Bob Dylan Live 1975, The Rolling Thunder Revue e Hard Rain che furono realizzati sulla base di quell'esperienza musicale.

### Collaborazioni
Rivera ha avuto poi altre esperienze discografiche di rilievo, incidendo per la Warner Bros. album di musica etnica e strumentale.
Ha collaborato a incisioni con altri artisti fra cui Tracy Chapman (Crossroads), Keb Mo' (The Door), Stanley Clarke (Just Family), David Johansen (Funky but Chic), Michael Hoppé (Tea for Two), L.A. Guns (American Hardcore), Ian McNabb (Head Like A Rock).
Ha collaborato inoltre con il duo folk-rock Indigo Girls.
In accordo con quanto riporta il suo sito web, Scarlet Rivera gode di notorietà internazionale ed è particolarmente apprezzata in Giappone dove ha tenuto diversi tour negli anni duemila. Ha partecipato anche al Celtic Music Festival suonando talvolta con un proprio gruppo musicale composto da Eric Rigler alle Uilleann pipes, Tom Adams alle tastiere, Pamela Mattioli, voce, Dan Ferguson alla chitarra e John Rosenberg ancora alle tastiere.
L'album Celtic Myst, frutto dell'esperienza maturata in Giappone, contiene note di copertina scritte sia in lingua inglese che in lingua giapponese.

## Vita privata
Fu sposata con il musicista britannico Tommy Eyre dal 1991 fino alla morte di questi nel 2001.

## Discografia
- Scarlet Rivera (Warner Bros., 1977)
- Scarlet Fever (Warner Bros., 1978)
- Journey With An Angel (new Age)
- Celtic Dreams
- Las Vegas Weekend (1986, colonna sonora)
- Behind the Crimson Veil (musica strumentale, con Tommy Eyre)
- Celtic Myst (musica celtica)
- Celtic Spirit (musica celtica)
- Classic Christmas
- Magical Christmas
- Voice of the Animals (world music)
- A New Map Of The World

## Filmografia
- Hard Rain (1976)
- Renaldo and Clara (1978, interprete)
- Docu Drama - I played it for you (1984, se stessa)
- Bob Dylan 1975-1981: Rolling Thunder and the Gospel Years (2006, se stessa)
- Mansfield Path (2009, musicista)